# 한솔홈데코
한솔홈데코는 대한민국의 건축자재회사로 한솔그룹의 일원이기도 하다. 본사는 서울특별시 동작구 신대방2동 395-70 전문건설회관빌딩 27층에 있다.

## 역사
- 1970년 - 전주제지 산림본부 설치
- 1991년 - 전주제지에서 독립 전주임산(주)를 설립
- 1992년 - 한솔종합임산(주)로 사명변경
- 1993년 - 국내 최초로 해외조림사업을 진출
- 1995년 - 한솔포렘(주)로 사명변경
- 1995년 - (주)동인보드를 합병
- 1995년 - 익산에 MDF공장 준공
- 1996년 - 뉴질랜드에 해외조림사업 진출 ‘Hansol Newzealand ltd.’ 설립
- 1996년 - 제재목 사업 진출
- 1999년 - 마루 사업 진출
- 2003년 - 인테리어 시장의 경쟁력 제고 차원을 강화하기 위해 지금의 사명변경
- 2003년 - 한국증권거래소에 주식 상장
- 2003년 - 도어 사업 진출
- 2007년 - 온돌마루 브랜드 '뉴젠' 출시
- 2012년 - PVC 바닥재 사업진출
- 2013년 - 익산공장 열병합 발전소 전력생산 개시
- 2019년 - 베트남법인 설립
- 2020년 - 석재 벽면재 '웰스톤' 출시

## 참고 문헌
- 한솔홈데코 홈페이지
- 한솔그룹 홈페이지
- 네이버 지식백과
- 다음증권

## 같이 보기
- 한솔그룹
- 동화기업